# Селма (Вірджинія)
Селма (англ. Selma) — переписна місцевість (CDP) в США, в окрузі Аллегені штату Вірджинія. Населення — 357 осіб (2020).

## Географія
Селма розташована за координатами 37°48′12″ пн. ш. 79°51′0″ зх. д. / 37.80333° пн. ш. 79.85000° зх. д. (37.803276, -79.849933).  За даними Бюро перепису населення США в 2010 році переписна місцевість мала площу 1,01 км², уся площа — суходіл.

## Демографія
Згідно з переписом 2010 року, у переписній місцевості мешкало 529 осіб у 195 домогосподарствах у складі 135 родин. Густота населення становила 525 осіб/км².  Було 235 помешкань (233/км²).
Расовий склад населення:
| - 98,3 % — білих - 0,8 % — чорних або афроамериканців - 0,4 % — корінних американців |

До двох чи більше рас належало 0,4 %. Частка іспаномовних становила 0,4 % від усіх жителів.
За віковим діапазоном населення розподілялося таким чином: 21,7 % — особи молодші 18 років, 49,6 % — особи у віці 18—64 років, 28,7 % — особи у віці 65 років та старші. Медіана віку мешканця становила 43,3 року. На 100 осіб жіночої статі у переписній місцевості припадало 92,4 чоловіків;  на 100 жінок у віці від 18 років та старших — 85,7 чоловіків також старших 18 років.
Середній дохід на одне домашнє господарство  становив 45 008 доларів США (медіана — 45 774), а середній дохід на одну сім'ю — 45 072 долари (медіана — 46 190). 
Цивільне працевлаштоване населення становило 139 осіб. Основні галузі зайнятості: освіта, охорона здоров'я та соціальна допомога — 33,1 %, виробництво — 29,5 %, мистецтво, розваги та відпочинок — 10,1 %, будівництво — 7,9 %.